# Nationale vierrittenkaart
De Nationale vierritenkaart was een vervoerbewijs uitgegeven door de Nederlandse Spoorwegen dat van 1 januari 1970 tot en met 30 september 1980 in geheel Nederland op het stadsvervoer geldig was. De reden voor de invoering van de kaart was om reizigers die met verschillende bedrijven reisden tegemoet te komen waardoor men met één kaart met meerdere bedrijven kon reizen.  
De kaart kon uitsluitend tezamen met een NS-vervoersbewijs worden gekocht en gaf recht op 4 ritten en kon bij elk willekeurig stadsvervoerbedrijf, ook bij de destijds nog vele door particulieren geëxploiteerde bedrijven, in Nederland worden gebruikt en gaf soms wel en soms geen overstaprecht. Meestal werd een strookje afgestempeld maar bij sommige bedrijven werd een strookje afgescheurd in ruil voor een eigen plaatsbewijs al dan niet met behulp van een becksonapparaat. Destijds was er nog geen nationaal tarief en had elk stadsvervoerbedrijf eigen tarieven en kaartjes die niet bij elkaar geldig waren. De kaart was ook geldig bij streekvervoerbedrijven die een stadsdienst exploiteerden. Alhoewel uitgegeven door de NS was de kaart niet geldig op de trein. 
De kaart paste aanvankelijk niet in een stempelautomaat en men diende de kaart door de bestuurder, conducteur of chauffeur te laten stempelen. In 1977 werd het uiterlijk van de kaarten veranderd en paste voortaan in de stempelautomaat bij bedrijven die het zonetarief hadden ingevoerd. Ook was de kaart nu bij de metro in Amsterdam en Rotterdam te gebruiken.  
Bij de invoering van het zonetarief in Rotterdam (1974) en Amsterdam (1977) was een rit geldig voor 1 zone. Wilde men 2 of 3 zones reizen dan diende men 2 of 3 ritten af te stempelen. Bij gebruik van de nachtbus diende steeds 2 ritten te worden afgestempeld.
Op 1 oktober 1979 werd de naam van de kaart veranderd in "Nationale meerrittenkaart" en kon ook zonder aanschaf van een NS vervoersbewijs worden gekocht. De kaart nieuwe stijl verving in Rotterdam de eigen rittenkaarten van de RET omdat het tarief dat jaar gelijk was getrokken aan de prijs van de Nationale meerrittenkaart. De kaart was voortaan in het stadsgebied van Rotterdam ook geldig in de trein en bij het streekvervoer, maar alleen bij die bedrijven die het zonetarief al hadden ingevoerd.
Op 1 oktober 1980, bij de volledige invoering van de Nationale strippenkaart, kwam de kaart te vervallen.    